# Aitros upė II
Aitros upė II este o arie protejată (sit de importanță comunitară — SCI) din Lituania întinsă pe o suprafață de 545,07 ha, integral pe uscat.

## Localizare
Centrul sitului Aitros upė II este situat la coordonatele 55°37′27″N 22°02′08″E / 55.6243°N 22.0355°E.

## Înființare
Situl Aitros upė II a fost declarat sit de importanță comunitară în noiembrie 2022 pentru a proteja 1 specie de animale.

## Biodiversitate
Situată în ecoregiunea boreală, aria protejată conține 3 habitate naturale: Fânețe de joasă altitudine (Alopecurus pratensis, Sanguisorba officinalis), Păduri caducifoliate de mlaștină fino-scandinave, Păduri aluvionare cu Alnus glutinosa și Fraxinus excelsior (Alno-Padion, Alnion incanae, Salicion albae).
La baza desemnării sitului se află o specie protejată de  nevertebrate: Phengaris teleius.